# Cedria africana
Cedria africana är en stekelart som beskrevs av Sergey A. Belokobylskij 1999. Cedria africana ingår i släktet Cedria och familjen bracksteklar. Inga underarter finns listade.